# Ргілевка
Ргілевка (пол. Rgilewka, Ryglewka) — річка в Польщі, у Кольському повіті Великопольського воєводства. Права притока Варти (басейн Балтійського моря).

## Опис
Довжина річки 44,18 км, найкоротша відстань між витоком і гирлом — 28,36 км, коефіцієнт звивистості річки — 1,56 .

## Розташування
Бере початок біля села Юзефово ґміни Пшедеч. Спочатку тече переважно на південний схід через Заболотнікі, Калень-Дужа і у селі Новий Рдутув повертає на північний захід. Далі тече через місто Клодава, там повертає на південний захід і далі тече через Бориславіце Коштельне, Бориславіце Замкове, Гжегожев, Пшибилув, Повєрче і на південно-східній стороні від міста Коло впадає у річку Варту, праву притоку Одри.

## Цікаві факти
- Річки Вісла та Варта оспівані у гімні Польщі.